# Biblioteka Polsko-Amerykańskiego Instytutu Pediatrii w Krakowie
Biblioteka Polsko-Amerykańskiego Instytutu Pediatrii CM UJ w Krakowie rozpoczęła swoją działalność 1 stycznia 1966 roku.

## Początki
Zalążkiem obecnego księgozbioru były książki i czasopisma medyczne ze zbiorów Biblioteki Uniwersytetu Jagiellońskiego (873 książki i 65 tytułów czasopism) oraz Biblioteki II Kliniki Chorób Dzieci Akademii Medycznej (177 książek).
Cennym nabytkiem dla biblioteki było dzieło Cualtera Harrisa De morbis acutis infantum, wydane w 1689 roku. Dzieło to wraz z innymi eksponatami można obecnie oglądać w muzeum, którym opiekują się pracownicy biblioteki (muzeum to znajduje się na terenie Instytutu). Biblioteka IP jest biblioteką naukową specjalną tzn. gromadzi literaturę głównie z zakresu pediatrii oraz w mniejszym zakresie z innych działów medycyny i nauki.
O zakresie gromadzonych w bibliotece zbiorów decydują również praktyczne potrzeby czytelników – głównie pracowników Instytutu, a także studentów, lekarzy-stażystów i innych osób.

## Źródła zbiorów
Swoje zbiory biblioteka otrzymuje poprzez:
- zakupy i dary z Biblioteki Głównej CM UJ
- zakupy z Instytutu Pediatrii CM UJ
- dary z Fundacji Project HOPE
- wymianę międzybiblioteczną
- dary prywatnych osób

## Usługi
Biblioteka wykonuje następujące usługi dla czytelników indywidualnych oraz instytucji:
- udostępnianie zbiorów na miejscu i na zewnątrz
- udzielanie informacji bibliograficznej, bibliotecznej i rzeczowej
- usługi kserograficzne
- usługi komputerowe

Od września 1989 roku biblioteka wykonuje odpłatnie usługi kserograficzne z własnego księgozbioru. W ramach wypożyczeń międzybibliotecznych usługi te są na razie bezpłatne. Zarówno jedne jak i drugie cieszą się dużym zainteresowaniem.
W maju 1992 roku zakupiono dla biblioteki komputer IBM PC/AT i medyczną bazę danych na dyskach optycznych – MEDLINE, która jest światowym źródłem informacji biomedycznej. Biblioteka posiada tę bazę za lata 1980–1999 i jest ona aktualizowana co miesiąc.
W darze od Fundacji Project HOPE biblioteka otrzymała medyczną bazę danych –CURRENT CONTENTS: CLINICAL MEDICINE i LIFE SCIENCE na dyskietkach za lata 1991–1994. Oprócz tego biblioteka posiada bibliograficzną bazę danych – ARTYKUŁY PRACOWNIKÓW
Jest to wykaz publikacji naukowych pracowników Instytutu Pediatrii od 1965 do 1995 roku, który jest uzupełniany na bieżąco. Ww. publikacje znajdują się w bibliotece w postaci oprawionych woluminów.

## Struktura Organizacyjna
Pod względem merytorycznym biblioteka podlega Bibliotece Głównej CM UJ, która sprawuje opiekę nad bibliotekami instytutowymi uczelni poprzez Oddział Bibliotek Zakładowych i Informacji Naukowej. Do września 1987 roku biblioteka była samodzielną jednostką powiązaną w sposób administracyjny z Działem Dokumentacji Lekarskiej Instytutu Pediatrii CM UJ. W roku tym nastąpiła zmiana struktury organizacyjnej – utworzono Dział Dydaktyki i Informacji Naukowej, do którego włączono bibliotekę. W ramach organizowanych kursów i szkoleń biblioteka współdziałała z innymi jednostkami Instytutu.

## Katalogi
W bibliotece znajduje się pięć katalogów:
- alfabetyczny
- przedmiotowy
- czasopism
- zbiorów specjalnych
- prac doktorskich

Czytelnicy mają swobodny dostęp do półek z czasopismami bieżącymi i książkami w księgozbiorze podręcznym w czytelni.

## Pomieszczenia
Biblioteka zajmuje cztery pomieszczenia o powierzchni 173,60 m²:
- czytelnia – 30 miejsc dla czytelników, 4 komputery, 1 skaner
- zaplecze – znajdują się tu: komputer, drukarka i kserokopiarka
- dwa magazyny czasopism i książek

## Spełnianie oczekiwańczytelników
Biblioteka spełnia oczekiwania czytelników, poprzez szybkie i precyzyjne wyszukiwanie żądanej informacji oraz dostarczenie jej w odpowiedniej postaci. W znacznym stopniu ułatwiają to nowoczesne narzędzia pracy tj. komputerowe bazy danych dostępne m.in. poprzez Internet oraz drukarka, skaner i ksero. Komputery znajdujące się w czytelni biblioteka otrzymała w darze od firmy Donnelley Polish American Printing Company w 1999 roku. Pod komputery zostały przygotowane odpowiednie stanowiska tj. specjalne stoliki komputerowe oraz fotele na kółkach.